# Unité urbaine d'Orléans
L’unité urbaine d'Orléans est une unité urbaine française centrée sur la ville d'Orléans dans le département du Loiret et la région Centre-Val de Loire.

## Données générales
Dans le zonage réalisé par l'Insee en 1999, l'unité urbaine était composée de dix-neuf communes.
Dans le zonage réalisé en 2010, l'unité urbaine était encore composée de dix-neuf communes, ainsi que dans celui réalisé en 2020.
En 2022, avec 289 182 habitants, elle représente la 1re unité urbaine du département du Loiret et occupe le 2e rang dans la région Centre-Val de Loire. Au niveau national, elle occupe le 22e rang.
En 2022, sa densité de population s'élève à 999 hab/km2. Par sa superficie, elle ne représente que 4,3 % du territoire départemental mais, par sa population, elle regroupe 42,09 % de la population du département du Loiret.

Agglomérations de plus de 100000 habitants en France en 2022.

## Composition 2020 de l'unité urbaine
Elle est composée des dix-neuf communes suivantes :
| Nom                        | Code Insee | Département | Statut       | Superficie (km2) | Population (dernière pop. légale) | Densité (hab./km2) | Modifier                                    |
| -------------------------- | ---------- | ----------- | ------------ | ---------------- | --------------------------------- | ------------------ | ------------------------------------------- |
| Orléans (ville-centre)     | 45234      | Loiret      | ville-centre | 27,48            | 116 344 (2022)                    | 4 234              | modifier les données · modifier les données |
| Boigny-sur-Bionne          | 45034      | Loiret      | banlieue     | 7,53             | 2 106 (2022)                      | 280                | modifier les données · modifier les données |
| La Chapelle-Saint-Mesmin   | 45075      | Loiret      | banlieue     | 8,96             | 10 492 (2022)                     | 1 171              | modifier les données · modifier les données |
| Chécy                      | 45089      | Loiret      | banlieue     | 15,47            | 8 948 (2022)                      | 578                | modifier les données · modifier les données |
| Combleux                   | 45100      | Loiret      | banlieue     | 1,10             | 524 (2022)                        | 476                | modifier les données · modifier les données |
| Fleury-les-Aubrais         | 45147      | Loiret      | banlieue     | 10,12            | 21 664 (2022)                     | 2 141              | modifier les données · modifier les données |
| Ingré                      | 45169      | Loiret      | banlieue     | 20,82            | 9 838 (2022)                      | 473                | modifier les données · modifier les données |
| Mardié                     | 45194      | Loiret      | banlieue     | 17,28            | 3 083 (2022)                      | 178                | modifier les données · modifier les données |
| Olivet                     | 45232      | Loiret      | banlieue     | 23,39            | 22 988 (2022)                     | 983                | modifier les données · modifier les données |
| Ormes                      | 45235      | Loiret      | banlieue     | 18,15            | 4 341 (2022)                      | 239                | modifier les données · modifier les données |
| Saint-Cyr-en-Val           | 45272      | Loiret      | banlieue     | 44,23            | 3 430 (2022)                      | 78                 | modifier les données · modifier les données |
| Saint-Denis-en-Val         | 45274      | Loiret      | banlieue     | 17,11            | 7 768 (2022)                      | 454                | modifier les données · modifier les données |
| Saint-Hilaire-Saint-Mesmin | 45282      | Loiret      | banlieue     | 14,12            | 3 156 (2022)                      | 224                | modifier les données · modifier les données |
| Saint-Jean-de-Braye        | 45284      | Loiret      | banlieue     | 13,70            | 22 088 (2022)                     | 1 612              | modifier les données · modifier les données |
| Saint-Jean-de-la-Ruelle    | 45285      | Loiret      | banlieue     | 6,10             | 16 608 (2022)                     | 2 723              | modifier les données · modifier les données |
| Saint-Jean-le-Blanc        | 45286      | Loiret      | banlieue     | 7,66             | 9 534 (2022)                      | 1 245              | modifier les données · modifier les données |
| Saint-Pryvé-Saint-Mesmin   | 45298      | Loiret      | banlieue     | 8,87             | 6 200 (2022)                      | 699                | modifier les données · modifier les données |
| Saran                      | 45302      | Loiret      | banlieue     | 19,65            | 16 866 (2022)                     | 858                | modifier les données · modifier les données |
| Semoy                      | 45308      | Loiret      | banlieue     | 7,78             | 3 204 (2022)                      | 412                | modifier les données · modifier les données |

## Évolution démographique
| 1968    | 1975    | 1982    | 1990    | 1999    | 2006    | 2011    | 2016    | 2022    |
| ------- | ------- | ------- | ------- | ------- | ------- | ------- | ------- | ------- |
| 169 995 | 209 234 | 220 478 | 243 153 | 263 292 | 269 283 | 270 470 | 278 952 | 289 182 |

#### Données générales
- Unité urbaine en France
- Aire d'attraction d'une ville
- Liste des unités urbaines de France

#### Données démographiques en rapport avec l'unité urbaine d'Orléans
- Aire d'attraction d'Orléans
- Arrondissement d'Orléans

#### Données démographiques en rapport avec le Loiret
- Démographie du Loiret